# Zvonimir Bajsić
Zvonimir Bajsić (Zagreb, 19. listopada 1925. – Zagreb, 11. kolovoza 1987.) je hrvatski književnik, redatelj i prevoditelj.

## Životopis
Studirao je estetiku kod Jana Mukařovskog, na Karlovom Univerzitetu u Pragu. 

### Rad na radiju
Od 1950. do umirovljenja bio je redatelj Radio Zagreba. Režirao je u kazalištima, na TV Zagreb i TV Ljubljana, te na više inozemnih radio-postaja. Autor je velikog broja radiodrama (neke tiskane u knjizi "Lice iza stakla i druge drame"), te niza scenarija za TV dramske serije, kazališnih komada, eseja i priča za djecu. Nagrađivan je u zemlji i na međunarodnim festivalima radiodrame (Prix Italia, Ondas, Prix Futura).
Najveći opus Zvonimira Bajsića, pripada radiju. Zvonimir Bajsić je iza sebe ostavio preko 250 radio-dramskih ostvarenja, te je najnagrađivaniji hrvatski radijski autor u zemlji i inozemstvu. U njegovoj radijskoj režiji premijerno se izvode dramski tekstovi Antuna Šoljana, Ivana Slamniga i drugih hrvatskih pisaca, kao i prva javna izvođenja Becketta i Ionesca na ovim prostorima. Za mnogobrojne radio-dramske režije, Zvonimir Bajsić je dobitnik nagrada na festivalima u zemlji i svijetu, pa je tako i posljednja režija, „Čovjek koji je spasio Nizozemsku“ (A.Šoljan),  osvojila je 1985. godine „Prix Futuru“ u Berlinu. Njegovi vlastiti radio-dramski tekstovi, osim na Radio-Zagrebu,  su izvedeni i prevedeni na preko 20 značajnih svjetskih radijskih postaja, na kojima je često i sam gostovao kao režiser. 
Ono po čemu će Zvonimir Bajsić zauvijek ostati upamćen jest njegov osebujni opus dokumentarne radio-drame, tj. feature-a. U tom djelu opusa, Bajsić se udaljava od autorskog dramskog teksta, te ga piše dokumentarnim zvukom. Bajsić je 1968. autor prvog feature-a u nas, tada još eksperimentalne dokumentarno-dramske radijske forme, pod simboličkim nazivom „Zbogom“. Svaki sljedeći feature («Ad Libitum», «Imam bebu koja govori», «Maratonac» i dr.), odvodio ga je u daljna istraživanja dramaturgije zvuka. Osim desetaka domaćih nagrada, svojim radom impresionirao je svijet, postao rodonačelnikom specifične „zagrebačke škole feature-a“, te je na festivalima kao što su  „Prix Italia“, „Ondas“, te „Prix Futura“  u više navrata nagrađivan glavnim nagradama. Bajsićevi feature-i, adaptirani i emitirani na nekoliko svjetskih jezika, te uvršteni u  „Antologiju 30 godina svjetskog feature-a“ European Broadcasting Uniona, postali su dio „obavezne literature“. „Praško proljeće 1984.“ (u suradnji s tonmajstorom M.Jurjevićem),  posljednji je i najimpresivniji feature, Zvonimira Bajsića,  u kojem kroz prividnu kroniku istoimenog glazbenog festivala u Pragu, govori o kulturi kao mogućnosti otpora. Unatoč ogromnom inozemnom uspjehu, iza „Praškog proljeća 1984.“, Bajsićeve svojevrsne radijske i ljudske oporuke, nažalost ostaje gorki trag. Autor nije doživio premijeru „Praškog proljeća 1984“ na svom Radio-Zagrebu, nego je prvi puta izvedena na tadašnjem Omladinskom radiju, današnjoj Stojedinici, i to tek postumno.

### Rad na TV
Danas, jedan od velikih studija HTV-a, nosi ime Zvonimira Bajsića. Bajsić je bio član redateljsko scenarističke ekipe koja je dokumentarno-igranim filmom „Ovdje Radio Zagreb“ (15. svibnja 1956.) označila početak hrvatske televizije i televizije u cijeloj ondašnjoj Jugoslaviji. Režirao je i nekoliko televizijskih filmova i serija, od kojih je veliku popularnost stekla „Sumorna jesen“ (1970.), prema njegovoj adaptaciji teksta Ivana Šibla,  u glavnim ulogama su nastupili Zvonimir Črnko i Sven Lasta.
Za režiju  „Sumorne jeseni“ i tv filma „Sumrak“ (po Babelju), Bajsić je dobio dvije Nagrade grada Zagreba. Režirao je i u kazalištima (Samuel Beckett: „Posljednja Krappova vrpca”, „Ugarci“,  Fjodor Dostojevski „Demoni”, Ivo Vojnović „Maškarate ispod kuplja“ i dr.), a u više navrata na scenu su postavljeni i njegovi dramski tekstovi („Gle, kako dan lijepo počinje“, „Prijatelji“ „Varalice“ i dr.) .

### Književni rad
Prevodio je pjesme J.Prèverta, J.Wolkera, J.Ortena i S.K. Neumanna, te zajedno sa Zvonimirom Golobom, poeziju dalekih naroda („Amuleti“ 1951.). Za djecu je pisao pod pseudonimom Krešo Kolman. 

## Djela
Izdvajamo najznačajnije Bajsićeve radio-dramske tekstove:
- „Laka noć Leno“ (1954.)
- „Mekana proljetna zemlja“ (1959.)
- „Varalice“ (1959.)
- „Čuvajte se subote“(1962.)
- „Lice iza stakla“ (1963.)
- „Prijatelji“ (1966.)
- „Gle, kako dan lijepo počinje“ (1974.)
- „Gospodo, čovječanstvo je umorno“ (1978.)
- „Ne“ (1980.)
- „Slike iz života jednog radio-dramaturga“ (posljednja radio-drama)

## Ostalo
- "Tko je taj Zvonimir Bajsić?" kao Zvonimir Bajsić (arhivska snimka) (2016.)